# Paratrechina longicornis

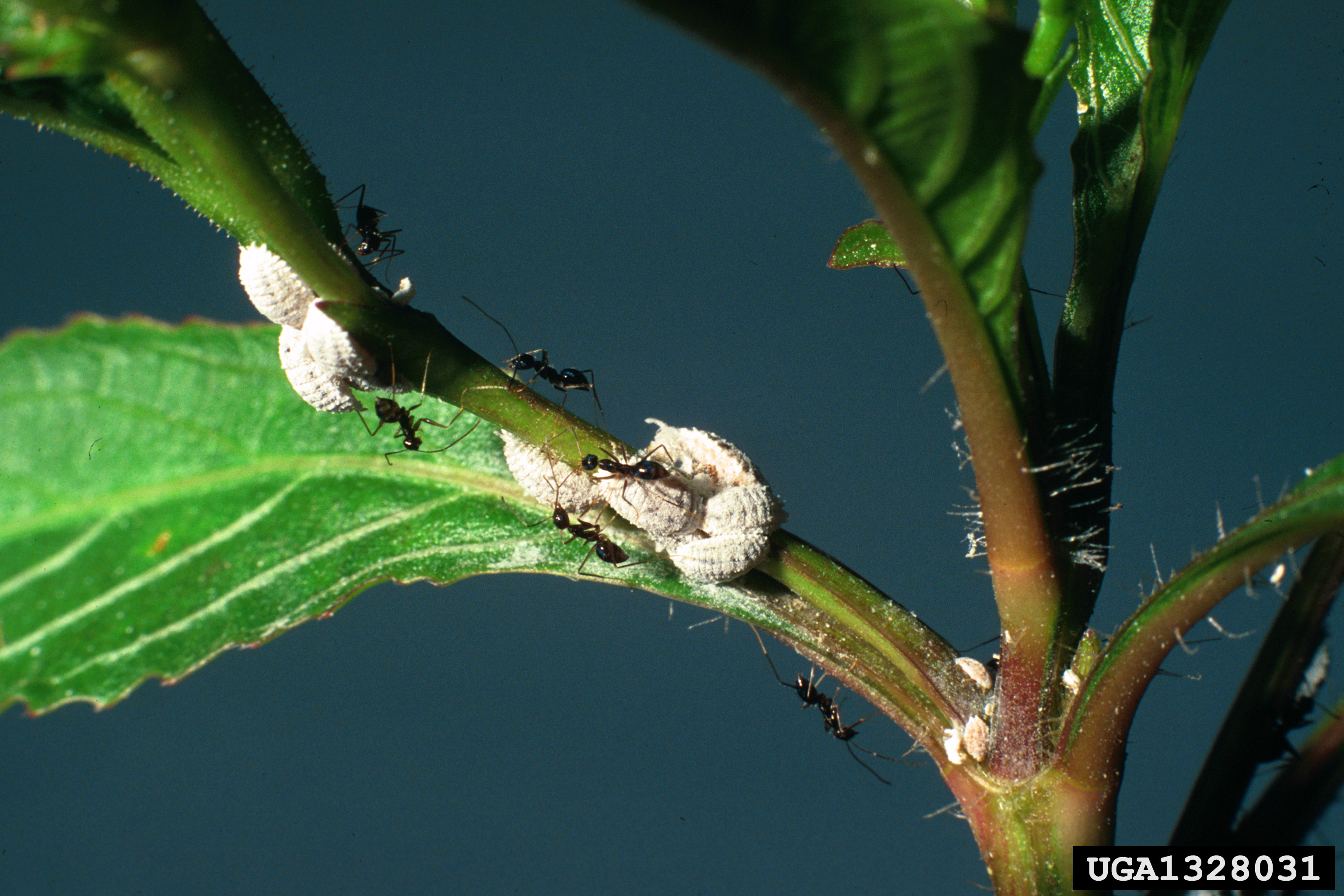
Paratrechina longicornis разводит на растениях мучнистых червецов (Pseudococcidae)

Paratrechina longicornis (лат.) — вид мелких инвазивных муравьёв подсемейства Формицины. Получил своё название «сумасшедший муравей» (англ. Longhorn crazy ant) по причине характерных для него хаотичных и быстрых движений. Обладает очень длинными усиками и ногами.

## Распространение
Повсеместно. Один из наиболее широко распространённых инвазивных видов муравьёв. Предположительно, родиной этого вида является Африка или Азия. Кроме тропиков и субтропиков, представлен и в странах умеренного климата (до Швеции и Эстонии на севере ареала, и до Новой Зеландии на юге). Одной из причин успешного распространения по всему миру считается их способность к репродукции при близкородственном скрещивании без каких-либо отрицательных эффектов инбридинга.

## Описание
Мелкие муравьи длиной 2—3 мм. Усики 12-члениковые; скапус (базальный сегмент) чрезвычайно длинный, вдвое превосходят размеры головы. Глаза эллиптические, сильно выпуклые. Голова, грудь, брюшко и петиоль от тёмно-бурого до черноватого цвета. Тело покрыто серовато-белыми полуотстоящими и отстоящими волосками.

## Значение
Опасный инвазивный вид, которому посвящено более 270 публикаций в научной периодике. В США имеет статус вредителя (в домах и в сельском хозяйстве, так как разводит насекомых из группы Hemiptera, сосущих соки растений, например, тлей, червецов и щитовок)
Стал одной из причин неудач эксперимента Биосфера-2, проникнув в его герметичные помещения.

## Галерея

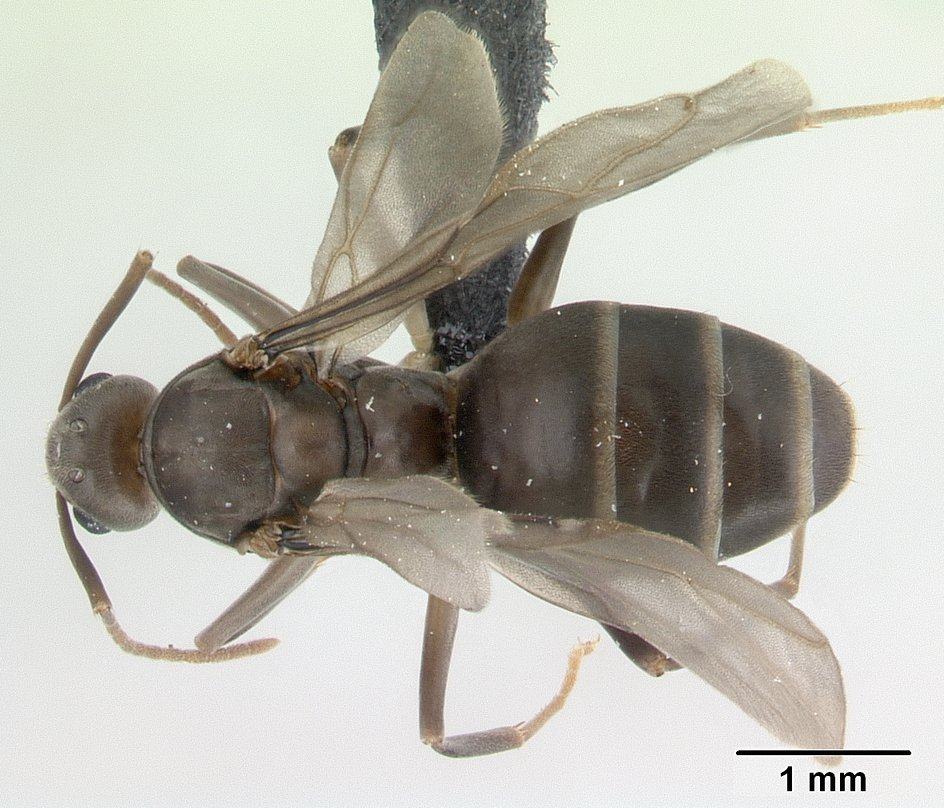
Крылатая самка сверху
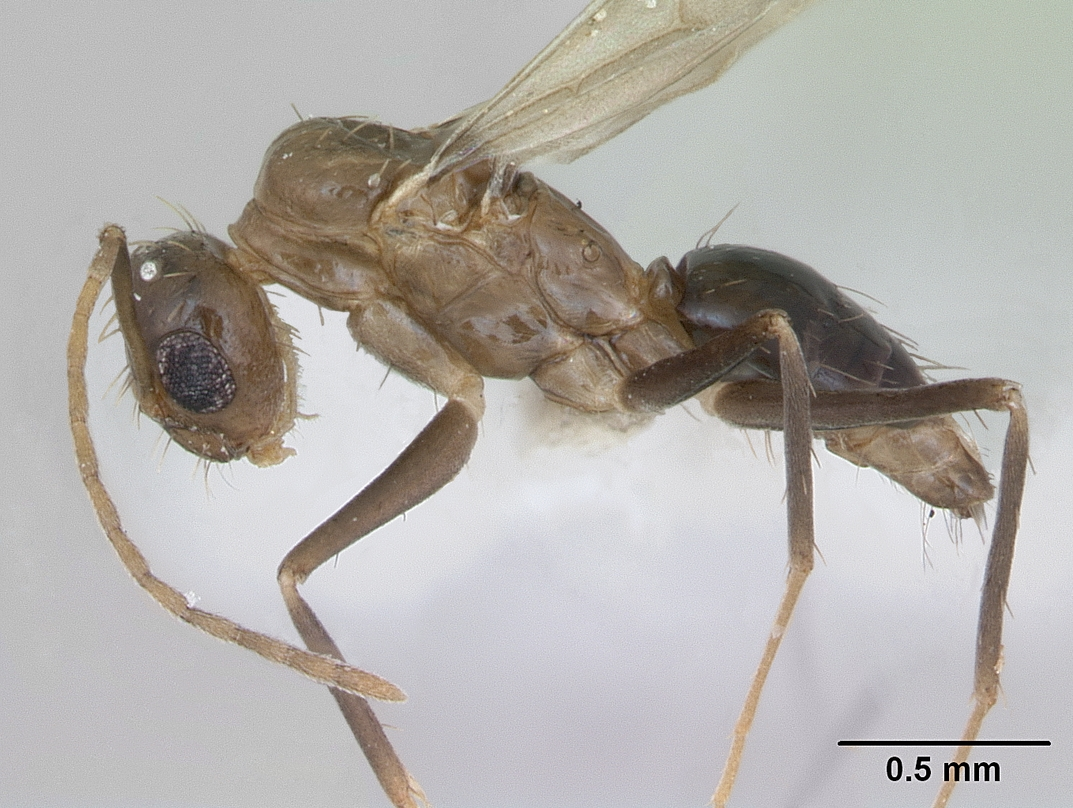
Крылатый самец сбоку
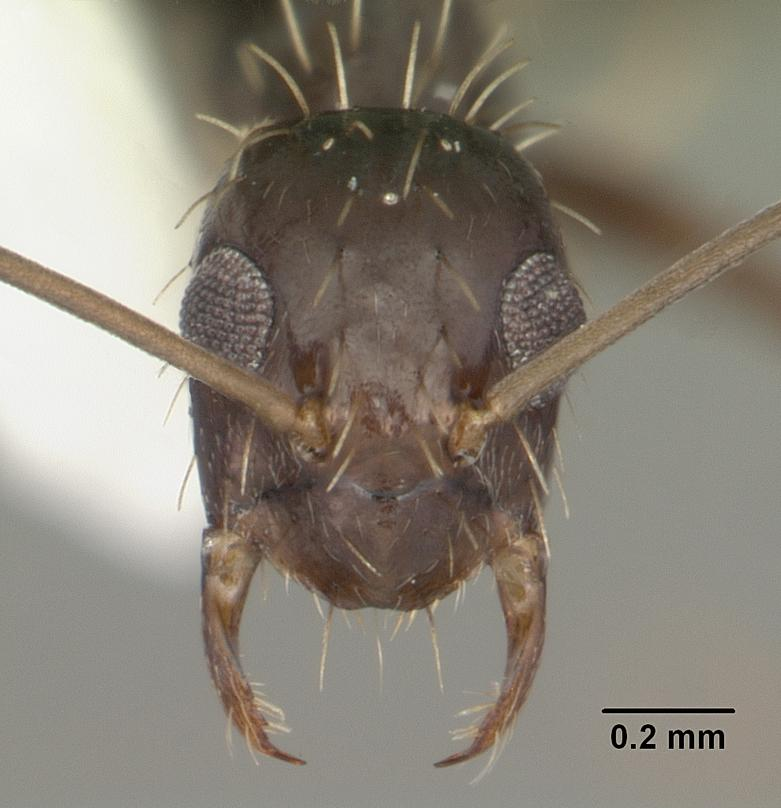
Голова с челюстями
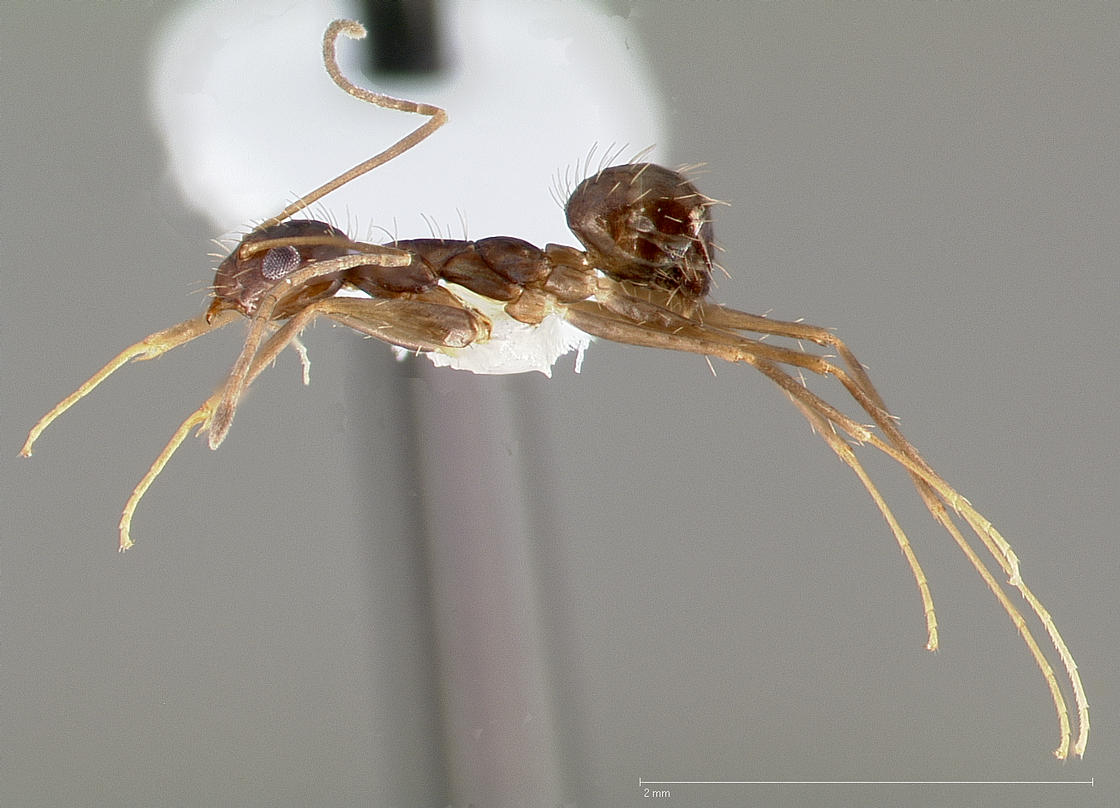
Рабочий с вытянутыми ногами